# Szent Paraszkiva-fatemplom (Sajómező)
A sajómezői Szent Paraszkiva-fatemplom műemlékké nyilvánított épület Romániában, Máramaros megyében. A romániai műemlékek jegyzékében az  MM-II-m-A-04605 sorszámon szerepel, és egyike annak a nyolc máramarosi fatemplomnak, amelyek 1999-ben világörökséggé váltak.